# Église Saint-Pierre d'Intville-la-Guétard
L'église Saint-Pierre est située à Intville-la-Guétard, dans le Loiret.

## Galerie d'images

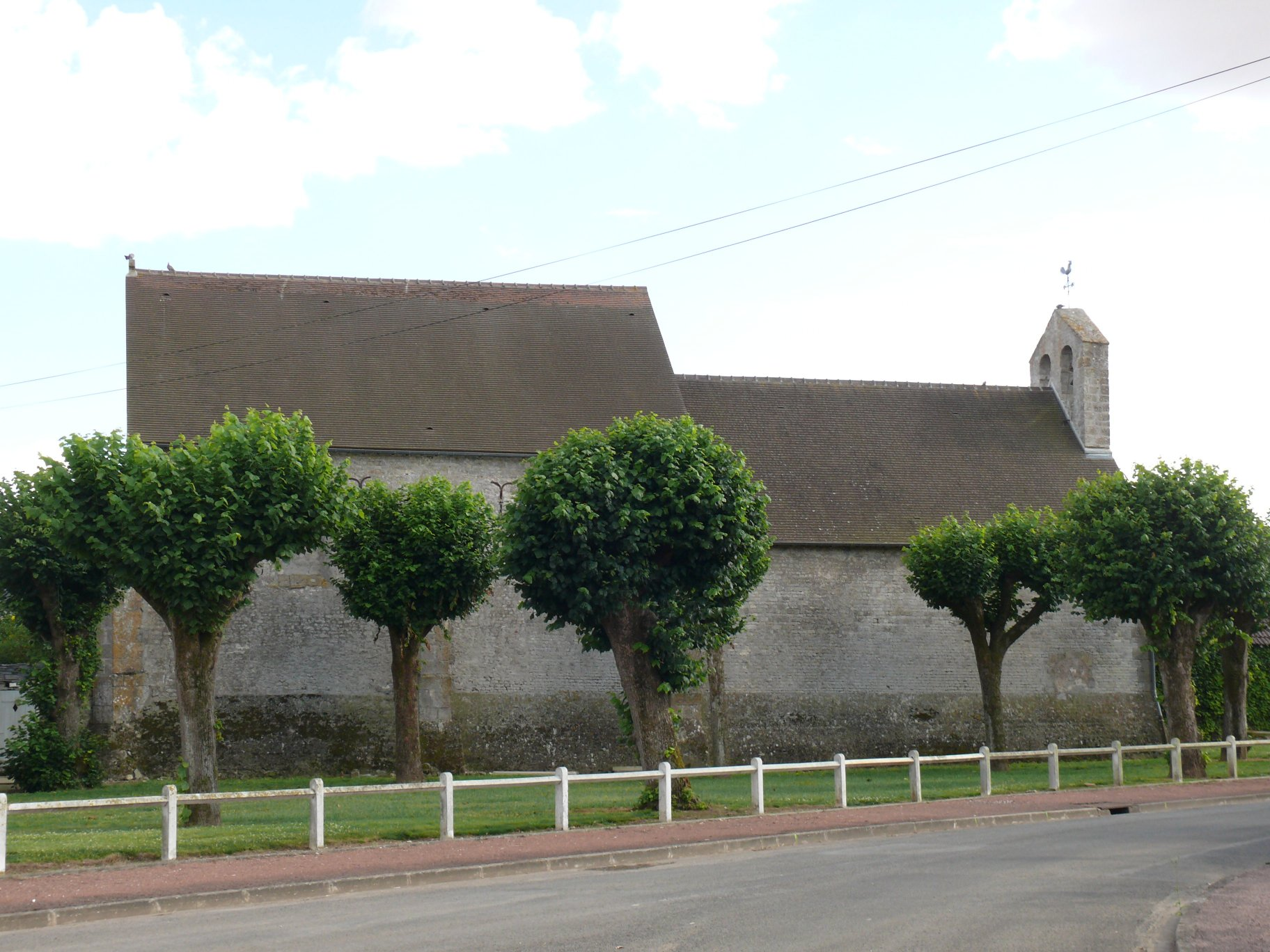
Autre vue
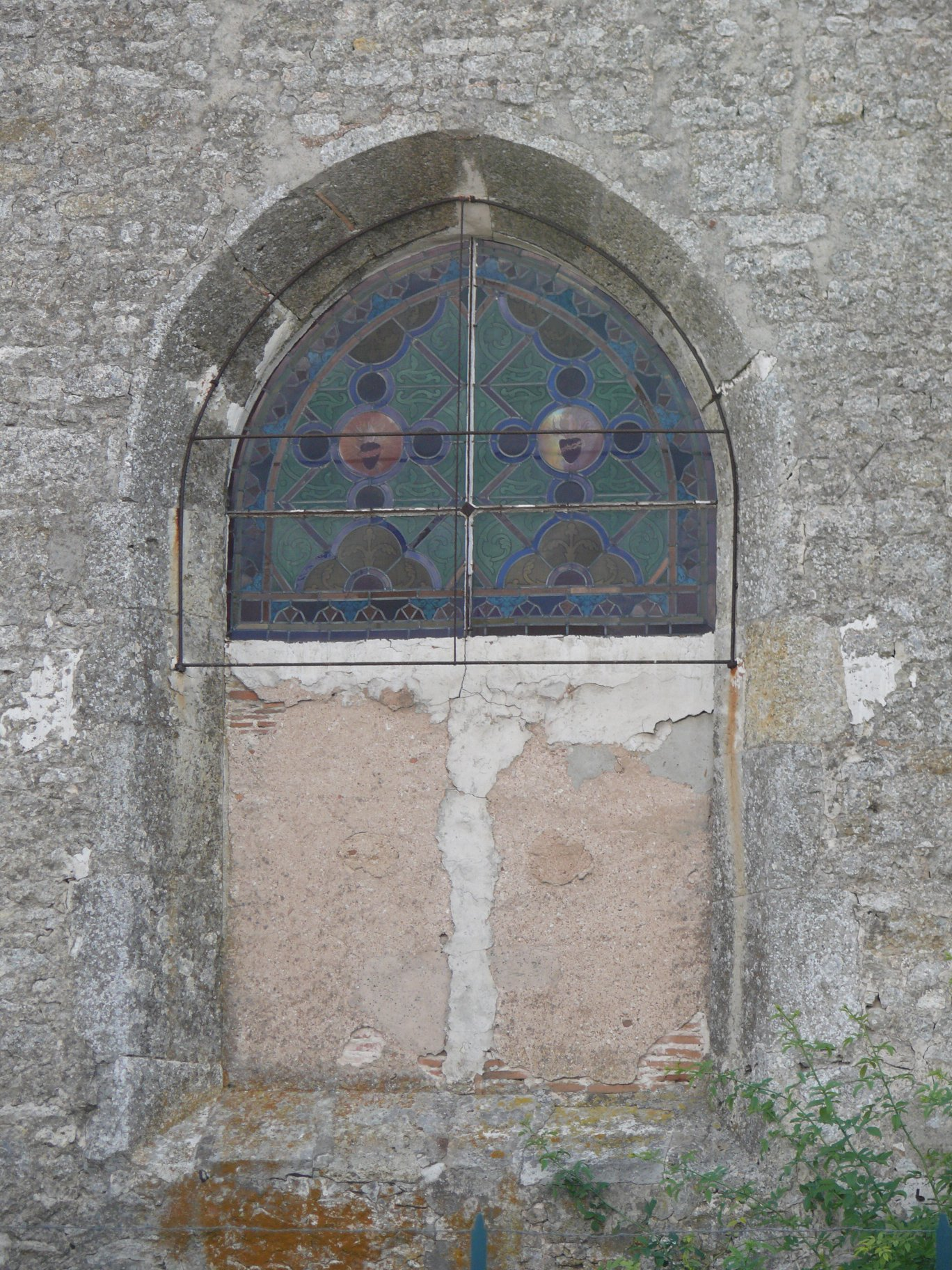
La porte